# Bruce Brown (Dokumentarfilmer)

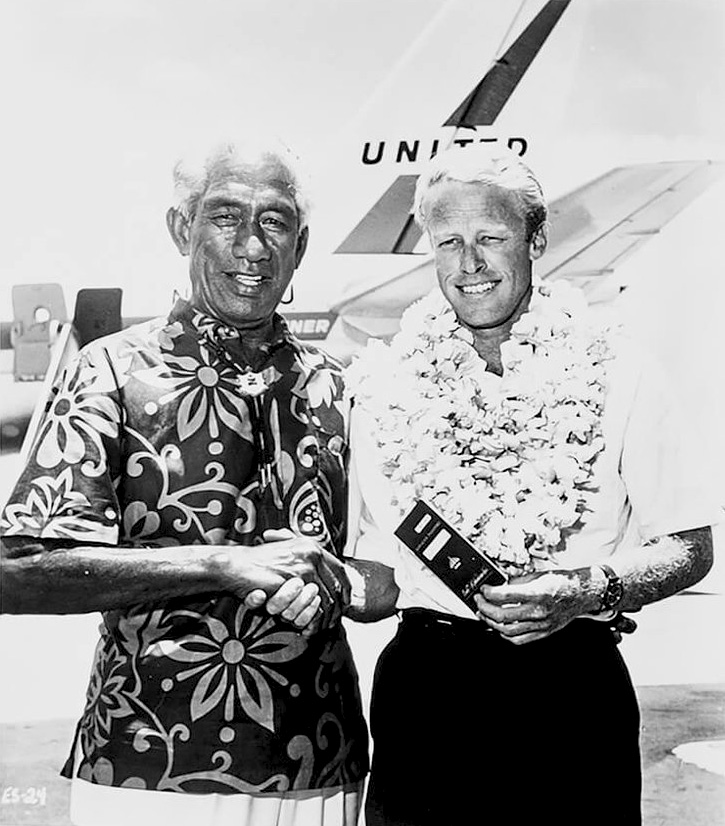
Duke Kahanamoku und Bruce Brown (v. l. n. r.) bei der Filmveröffentlichung von The Endless Summer (1966)

Bruce Brown (* 1. Dezember 1937 in San Francisco, Kalifornien; † 10. Dezember 2017 nördlich von Santa Barbara, Kalifornien) war ein US-amerikanischer Dokumentarfilmer. Er galt als Pionier von Surffilmen.
2009 wurde Brown mit der Aufnahme in die Ehrengalerie der amerikanischen Surfers Hall of Fame ausgezeichnet. Dabei wurden seine Hand- und Fußabdrücke sowie seine Signatur in einer gegossenen Betonfliese im Gehweg am Pacific Coast Highway in Huntington Beach, Kalifornien verewigt.
Sein 1959 geborener Sohn Dana Brown ist als Regisseur und Drehbuchautor tätig.

## Filmografie
Regie:
- 1958: Slippery When Wet
- 1959: Surf Crazy
- 1960: Surfing Shorts
- 1960: Barefoot Adventure
- 1961: Surfing Hollow Days
- 1962: Water-Logged
- 1966: The Endless Summer
- 1967: The Incredible Pair of Skis
- 1971: Teufelskerle auf heißen Feuerstühlen (On Any Sunday)
- 1975: The Edge
- 1994: The Endless Summer 2